# Piotr Woźniak
Piotr Grzegorz Woźniak, né le 13 février 1956 à Varsovie, est un géologue et un homme politique polonais proche du centre droit.

## Biographie

### Formation et carrière
Il sort diplômé de la faculté de géologie de l'université de Varsovie en 1980.

### Vie politique
Entre 1990 et 1991, il est conseiller du ministre de l'Industrie.
Au cours des élections locales de novembre 2002, il est élu au conseil municipal de Varsovie sous les couleurs de Droit et justice (PiS), dont il n'est pas membre.
Le 31 octobre 2005, Piotr Woźniak est nommé ministre de l'Économie dans le gouvernement minoritaire du conservateur Kazimierz Marcinkiewicz. Il est reconduit dans ses fonctions le 14 juillet 2006, dans le cabinet de coalition du conservateur Jarosław Kaczyński. Du fait d'un changement de majorité, il quitte ce poste le 16 novembre 2007.
En 2010, il devient directeur de l'Agence de coopération des régulateurs de l'énergie (ACER), basée à Ljubljana. Il le reste jusqu'en décembre 2011.
Il est désigné géologue en chef de la Pologne, avec rang de sous-secrétaire d'État au ministère de l'Environnement, le 12 décembre 2011. Il est relevé de ses fonctions le 19 décembre 2013.